# Стеклофіліни
Стеклофілі́ни (рос. Стеклофилины) — присілок у складі Слободського району Кіровської області, Росія. Входить до складу Денисовського сільського поселення.
Населення становить 253 особи (2010, 304 у 2002).
Національний склад станом на 2002 рік — росіяни 98 %.